# Bob Marley
Bob Marley, właśc. Robert Nesta Marley (ur. 6 lutego 1945 w Nine Mile, zm. 11 maja 1981 w Miami) – jamajski wokalista, wykonawca muzyki reggae, zaś w początkowym etapie kariery – ska i rocksteady; współzałożyciel, główny wokalista i gitarzysta rytmiczny grupy The Wailers.
Osobie i twórczości Marleya przypisuje się ogólnoświatową popularyzację muzyki reggae, ruchu Rastafari oraz idei panafrykanizmu w latach siedemdziesiątych. Nie bez znaczenia pozostaje także jego wpływ na twórczość wielu amerykańskich i europejskich artystów rockowych, dzięki czemu jako jeden z zaledwie dwójki muzyków reggae, obok Jimmy’ego Cliffa, zyskał swoje miejsce w Rock and Roll Hall of Fame.
Liczba sprzedanych płyt z muzyką Marleya i The Wailers szacowana jest na co najmniej 75 milionów egzemplarzy, z czego niemal jedną trzecią stanowi sprzedaż wydanej przez Island Records pośmiertnej kompilacji jego największych przebojów pt. Legend, pozostającej do dziś najlepiej sprzedającą się płytą reggae wszech czasów. Ponadto, Marley znalazł się na piątym miejscu opublikowanej przez magazyn Forbes listy najlepiej zarabiających nieżyjących już ludzi, z przychodami szacowanymi na około 20 milionów dolarów rocznie.
Najpopularniejsze utwory Marleya, niejednokrotnie notowane w czołówkach brytyjskich i amerykańskich list przebojów, to m.in.: „Buffalo Soldier”, „Could You Be Loved”, „Exodus”, „Get Up, Stand Up”, „I Shot the Sheriff”, „Iron Lion Zion”, „Is This Love”, „Jamming”, „Lively Up Yourself”, „Natural Mystic”, „No Woman, No Cry”, „One Love”, „Redemption Song”, „Roots, Rock, Reggae”, „Satisfy My Soul”, „So Much Trouble in the World”, „Stir It Up”, „Three Little Birds”, „Waiting in Vain”, „War”.

## Życiorys

### Dzieciństwo i młodość

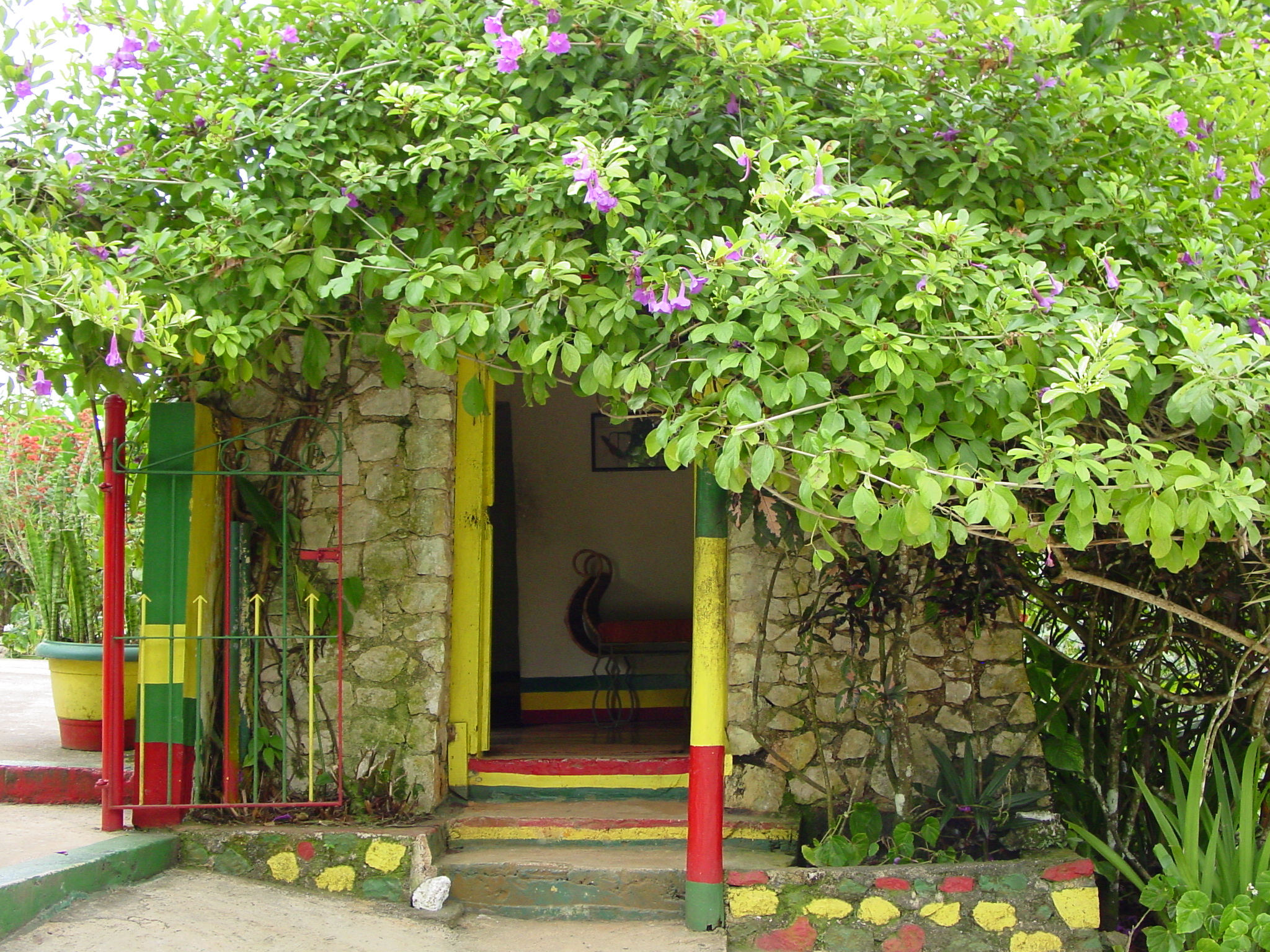
Pierwszy dom Cedelli i małego Roberta Nesty, jednopokojowa chatka na wzgórzu we wsi Nine Mile (zdjęcie z roku 2005)

Urodził się 6 lutego 1945 roku we wsi Nine Mile w regionie Saint Ann jako Nesta Robert Marley; kolejność imion została zamieniona dopiero przez urzędnika wydającego Marleyowi paszport w marcu 1964 roku. Jego matką była mieszkająca w rodzinnym domu na wsi, 19-letnia wówczas Cedella Marley, zaś ojcem starszy od niej o ponad 35 lat Norval Marley, biały Jamajczyk o brytyjskich korzeniach, okoliczny nadzorca ziemski, były kapitan królewskiej marynarki wojennej.
Para wzięła ślub, gdy Cedella była w drugim miesiącu ciąży z Bobem, po czym kapitan Marley oświadczył, że uprawomocnił związek tylko dla dobra dziecka i wyprowadził się na stałe do stolicy kraju, Kingston. Jak stwierdził, wolał na starość przyjąć mniej pracochłonną posadę brygadzisty przy budowie mostu; jednocześnie przyznał, że nie będzie w stanie utrzymać żony i dziecka po tym, jak został wydziedziczony przez bogatą rodzinę w Anglii (na wieść o jego związku z ubogą wieśniaczką). Obiecał odwiedzać Cedellę co tydzień, lecz przez cały okres jej ciąży pojawił się u niej zaledwie dwa razy; po narodzinach syna przyjechał go zobaczyć, wziąwszy tydzień urlopu. Później wymienił jeszcze z żoną kilka listów, lecz następnie przeprowadził się nie pozostawiając nowego adresu i tym samym zerwał wszelkie kontakty z Cedellą.

Nie mam żadnych uprzedzeń co do mojego pochodzenia. Mój ojciec był biały, a matka czarna. Nazywają mnie mieszańcem czy jakoś tak. A ja nie staję po niczyjej stronie. Nie jestem po stronie czarnego człowieka, ani po stronie białego człowieka. Jestem po stronie Boga, Tego, który mnie stworzył i sprawił, że pochodzę od człowieka czarnego i białego.

Robert Nesta otrzymał pierwsze imię po bracie kapitana Marleya, drugie zaś, o walijskim pochodzeniu, zostało mu nadane przez ojca bez podania przyczyny; według Cedelli, Nesta oznaczało „posłaniec”. Kilka pierwszych miesięcy życia spędził na farmie swojego dziadka Omeriasza Malcolma, cieszącego się dobrą sławą miejscowego zielarza i myalmana (szamana). Wkrótce matka zamieszkała z kilkumiesięcznym Nestą w położonej nieopodal własnej, jednopokojowej chatce na wzgórzu (obecnie odremontowana, stanowi część Mauzoleum Boba Marleya). By móc utrzymać siebie i syna, z pomocą Omeriasza otworzyła także niewielki sklepik spożywczy w Alvie, gdzie sprzedawała produkty uprawiane w rodzinnym gospodarstwie.
Gdy Nesta skończył 4 lata, namówił matkę, by zapisała go o rok wcześniej do pobliskiej wiejskiej szkoły podstawowej w Stepney. We wrześniu 1949 roku Cedella otrzymała od kapitana Marleya list, w którym naciskał on, by Nesta został adoptowany przez jednego z jego bratanków, mieszkającego w Kingston majętnego dyrektora firmy budowlanej. Jako że treść pisma sugerowała, iż matka miałaby już nigdy nie zobaczyć syna, kapitan Marley spotkał się ze zdecydowaną odmową. Gdy jednak Nesta skończył pierwszą klasę szkoły, ojciec nadesłał kolejny list, tym razem proponując, by syn przynajmniej zamieszkał u jego bratanka, zyskując możliwość uczęszczania do lepszej, miejskiej szkoły. Rodzina Malcolmów przystała na tę propozycję, i wraz z rozpoczęciem nowego roku szkolnego niespełna sześcioletni Nesta został wysłany autobusem do stolicy kraju.
Na miejscu odebrał go ojciec, którego spotkał wówczas po raz pierwszy. Wbrew obietnicy złożonej rodzinie Malcolmów kapitan Marley nie zabrał chłopca w ustalone wcześniej miejsce, lecz oddał go na wychowanie swojej znajomej, mieszkającej przy Heywood Street starszej pani Grey; w zamyśle kapitana, Nesta miał zostać przez nią adoptowany, by po śmierci chorowitej staruszki zostać spadkobiercą jej domu i majątku. Cedella nie miała żadnej informacji o losach syna (poza tą, iż nie dotarł w umówionym dniu do domostwa kuzynów przy Hillcrest Road) aż do sierpnia 1951 roku, kiedy to jedna z jej przyjaciółek oznajmiła, że przypadkiem natknęła się na chłopca na południowych obrzeżach stolicy. Na tę wieść Cedella niezwłocznie wybrała się do Kingston, gdzie przy pomocy mieszkającej tam znajomej odnalazła syna i zabrała go z powrotem na wieś.
Nesta powrócił do szkoły w Stepney i kilka kolejnych lat życia spędził pomagając w gospodarstwie Omeriasza. W międzyczasie Cedella wyjechała w poszukiwania pracy do Kingston, gdzie zamieszkała przy West Street ze swoim przyjacielem Thaddeusem „Toddym” Livingstonem i jego synem Neville’em „Bunnym”. Nesta dołączył do matki, gdy miał około 10 lat, przede wszystkim dlatego, że sprawiał kłopoty wychowawcze najpierw swoim dziadkom, a później mieszkającej w pobliskiej wiosce Alderton ciotce Amy, do której został karnie wysłany wraz ze swoim kuzynem Sleggerem. Kontynuował naukę w niewielkim gimnazjum Model Private School przy Hanover Street. W maju 1955 roku na zawał serca zmarł kapitan Marley; parę miesięcy wcześniej Nesta miał okazję spotkać ojca po raz drugi (Cedella odszukała męża dowiedziawszy się, iż ten zawarł bigamiczne małżeństwo z inną kobietą, dzięki czemu otrzymała rozwód sądowy).
W roku 1959 wyjechał do Anglii jeden ze starszych braci Cedelli, Solomon Malcolm, pozostawiając siostrze długo obiecywaną kwaterę na osiedlu rządowym przy Second Street 19, w największych slumsach stolicy – Trenchtown. Do nowego lokum przeprowadziła się cała czwórka mieszkająca wcześniej u Toddy’ego, tworząca już wówczas nieformalną rodzinę. W wieku 14 lat Nesta porzucił szkołę (po przeprowadzce uczęszczał krótko do trzech różnych placówek: St. Aloysius Primary, Ebenezer Primary oraz Wesley Primary School) i za namową matki podjął praktykę spawacza w warsztacie przy Hagley Park Road.
|                              |                              | Katherine „Yaya” Malcolm     | Katherine „Yaya” Malcolm     | Katherine „Yaya” Malcolm     | Katherine „Yaya” Malcolm     | Katherine „Yaya” Malcolm | Katherine „Yaya” Malcolm |                          |                          |                  |                  |                     |                  | Robert „Uncle Day” Malcolm | Robert „Uncle Day” Malcolm | Robert „Uncle Day” Malcolm | Robert „Uncle Day” Malcolm | Robert „Uncle Day” Malcolm | Robert „Uncle Day” Malcolm |                           |                           |               |               |               |               |               |               |               |               |
|                              |                              | Katherine „Yaya” Malcolm     | Katherine „Yaya” Malcolm     | Katherine „Yaya” Malcolm     | Katherine „Yaya” Malcolm     | Katherine „Yaya” Malcolm | Katherine „Yaya” Malcolm |                          |                          |                  |                  |                     |                  | Robert „Uncle Day” Malcolm | Robert „Uncle Day” Malcolm | Robert „Uncle Day” Malcolm | Robert „Uncle Day” Malcolm | Robert „Uncle Day” Malcolm | Robert „Uncle Day” Malcolm |                           |                           |               |               |               |               |               |               |               |               |
|                              |                              |                              |                              |                              |                              |                          |                          |                          |                          |                  |                  |                     |                  |                            |                            |                            |                            |                            |                            |                           |                           |               |               |               |               |               |               |               |               |
| Alberta (Willoughby) Malcolm | Alberta (Willoughby) Malcolm | Alberta (Willoughby) Malcolm | Alberta (Willoughby) Malcolm | Alberta (Willoughby) Malcolm | Alberta (Willoughby) Malcolm |                          |                          | Omeriasz Malcolm         | Omeriasz Malcolm         | Omeriasz Malcolm | Omeriasz Malcolm | Omeriasz Malcolm    | Omeriasz Malcolm |                            |                            | Ellen (Bloomfield) Marley  | Ellen (Bloomfield) Marley  | Ellen (Bloomfield) Marley  | Ellen (Bloomfield) Marley  | Ellen (Bloomfield) Marley | Ellen (Bloomfield) Marley |               |               | Albert Marley | Albert Marley | Albert Marley | Albert Marley | Albert Marley | Albert Marley |
| Alberta (Willoughby) Malcolm | Alberta (Willoughby) Malcolm | Alberta (Willoughby) Malcolm | Alberta (Willoughby) Malcolm | Alberta (Willoughby) Malcolm | Alberta (Willoughby) Malcolm |                          |                          | Omeriasz Malcolm         | Omeriasz Malcolm         | Omeriasz Malcolm | Omeriasz Malcolm | Omeriasz Malcolm    | Omeriasz Malcolm |                            |                            | Ellen (Bloomfield) Marley  | Ellen (Bloomfield) Marley  | Ellen (Bloomfield) Marley  | Ellen (Bloomfield) Marley  | Ellen (Bloomfield) Marley | Ellen (Bloomfield) Marley |               |               | Albert Marley | Albert Marley | Albert Marley | Albert Marley | Albert Marley | Albert Marley |
|                              |                              |                              |                              |                              |                              |                          |                          |                          |                          |                  |                  |                     |                  |                            |                            |                            |                            |                            |                            |                           |                           |               |               |               |               |               |               |               |               |
|                              |                              |                              |                              | Cedella (Malcolm) Marley     | Cedella (Malcolm) Marley     | Cedella (Malcolm) Marley | Cedella (Malcolm) Marley | Cedella (Malcolm) Marley | Cedella (Malcolm) Marley |                  |                  |                     |                  |                            |                            |                            |                            |                            |                            | Norval Marley             | Norval Marley             | Norval Marley | Norval Marley | Norval Marley | Norval Marley |               |               |               |               |
|                              |                              |                              |                              | Cedella (Malcolm) Marley     | Cedella (Malcolm) Marley     | Cedella (Malcolm) Marley | Cedella (Malcolm) Marley | Cedella (Malcolm) Marley | Cedella (Malcolm) Marley |                  |                  |                     |                  |                            |                            |                            |                            |                            |                            | Norval Marley             | Norval Marley             | Norval Marley | Norval Marley | Norval Marley | Norval Marley |               |               |               |               |
|                              |                              |                              |                              |                              |                              |                          |                          |                          |                          |                  |                  |                     |                  |                            |                            |                            |                            |                            |                            |                           |                           |               |               |               |               |               |               |               |               |
|                              |                              |                              |                              |                              |                              |                          |                          |                          |                          |                  |                  | Robert „Bob” Marley |                  |                            |                            |                            |                            |                            |                            |                           |                           |               |               |               |               |               |               |               |               |

### Początki kariery
Mieszkając przy Second Street, Nesta i Bunny po raz pierwszy zetknęli się z zagraniczną muzyką rozrywkową; ich sąsiad, mechanik samochodowy, zawiesił zakupiony w Miami tranzystorowy radioodbiornik Sylvania na sznurze do bielizny na wspólnym podwórzu. Największe wrażenie wywarł na chłopcach amerykański rhythm and blues, robiący wówczas furorę wśród słuchaczy na całej Jamajce. Mniej więcej w tym samym czasie powstało na wyspie pierwsze w miarę profesjonalne studio nagraniowe, należące do Kena Khouriego Federal Studio. Szybko zaczęły do niego ściągać tłumy młodych utalentowanych wokalistów z getta, mających świadomość, że kariera w muzycznym showbiznesie może być ich jedyną życiową szansą. Był wśród nich również Nesta, który jesienią 1961 roku napisał trzy własne piosenki.
Zachęcony powodzeniem swojego starszego kolegi ze spawalni, Desmonda Dekkera, który przy producenckiej pomocy Counta Basiego zarejestrował swoje pierwsze nagranie w Federal, na początku 1962 roku Nesta udał się do siedziby studia przy Marcus Garvey Drive. Nie udało mu się wówczas zastać ani Basiego, ani najsłynniejszego producenta w mieście, Clementa „Sir Coxsone’a” Dodda, spotkał natomiast innego producenta nazwiskiem Leslie Kong. Po zaprezentowaniu Kongowi swoich umiejętności wokalnych (ocenionych jako „takie sobie”), został przez niego zaproszony do środka na krótką sesję nagraniową. Tam przy akompaniamencie grupy mało znanych muzyków sesyjnych zarejestrowane zostały dwa pierwsze utwory Marleya, „Judge Not” oraz „Do You Still Love Me?”. Za oba nagrania otrzymał w sumie 20 funtów oraz po jednej kopii swoich piosenek na acetatowych płytach.
Obydwa te utwory, wydane przez Konga jako single nakładem własnego wydawnictwa Beverley's Records, utrzymane były w niezwykle popularnej na początku lat sześćdziesiątych na Jamajce konwencji muzyki ska. Mimo iż single nie odniósły komercyjnego sukcesu, Marley nagrał dla Konga jeszcze pięć nowych utworów, z których ukazały się dwa: „One Cup of Coffee” oraz „Terror”. Te również nie sprzedawały się najlepiej, mimo wysiłków Konga takich jak np. zmiana nazwiska wykonawcy na płycie na Bobby Martell. W zaistniałej sytuacji Marley zakończył współpracę z producentem, zwłaszcza iż ten odmówił mu zapłaty za ostatnie nagrania. Jednocześnie porzucił także praktyki spawalnicze po wypadku, jakiemu uległ przy pracy (opiłek metalu wbił mu się w prawe oko, wymagając dwukrotnej interwencji chirurgicznej). Wtedy też oświadczył matce, że zamierza zostać zawodowym muzykiem i wokalistą. W roku 1963 Cedella wyemigrowała do Wilmington w Stanach Zjednoczonych (wraz z kilkumiesięczną córeczką Claudette, urodzoną z romansu z Toddym), pozostawiając tym samym syna na własnym utrzymaniu.

### The Wailers (1963–1973)

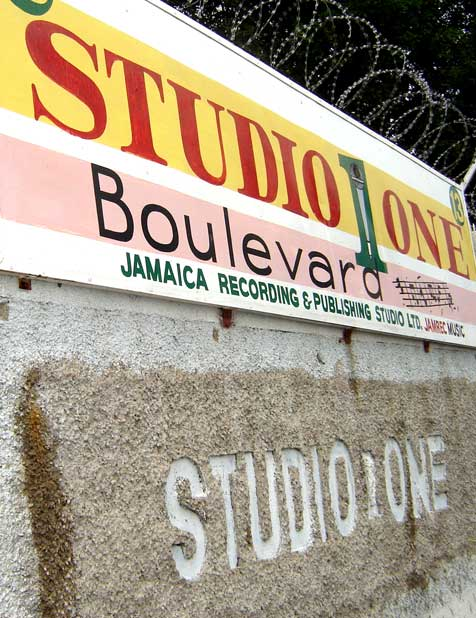
Studio One, mekka muzyki jamajskiej lat 60.

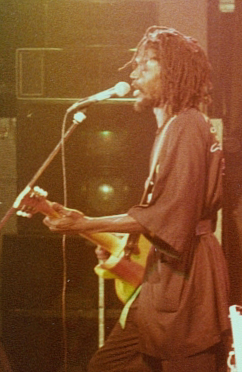
Peter Tosh (zdjęcie z roku 1978)

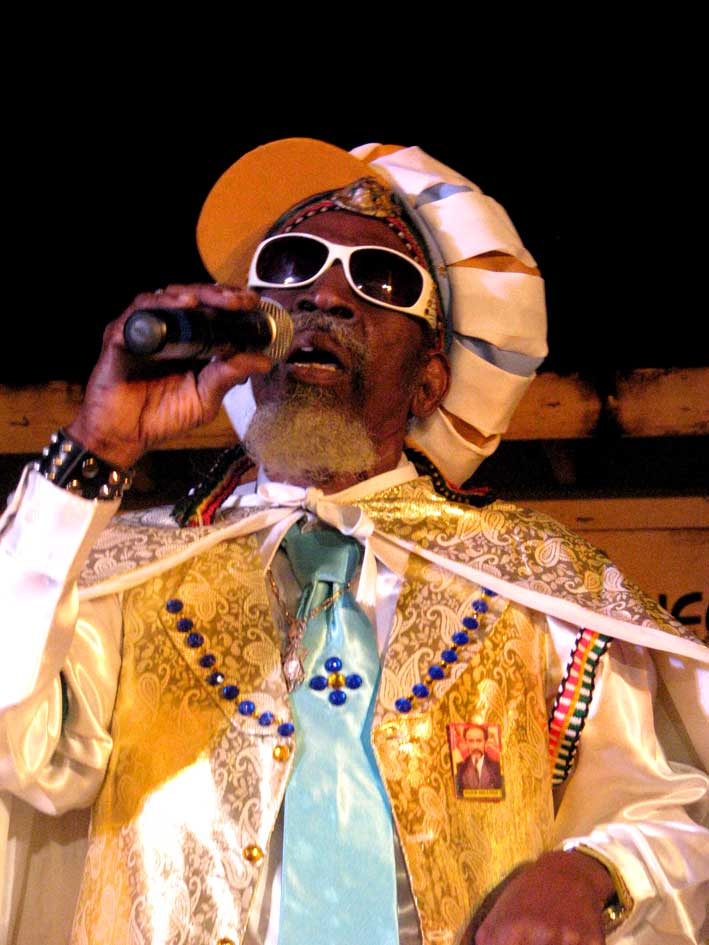
Bunny Wailer (zdjęcie z roku 2009)

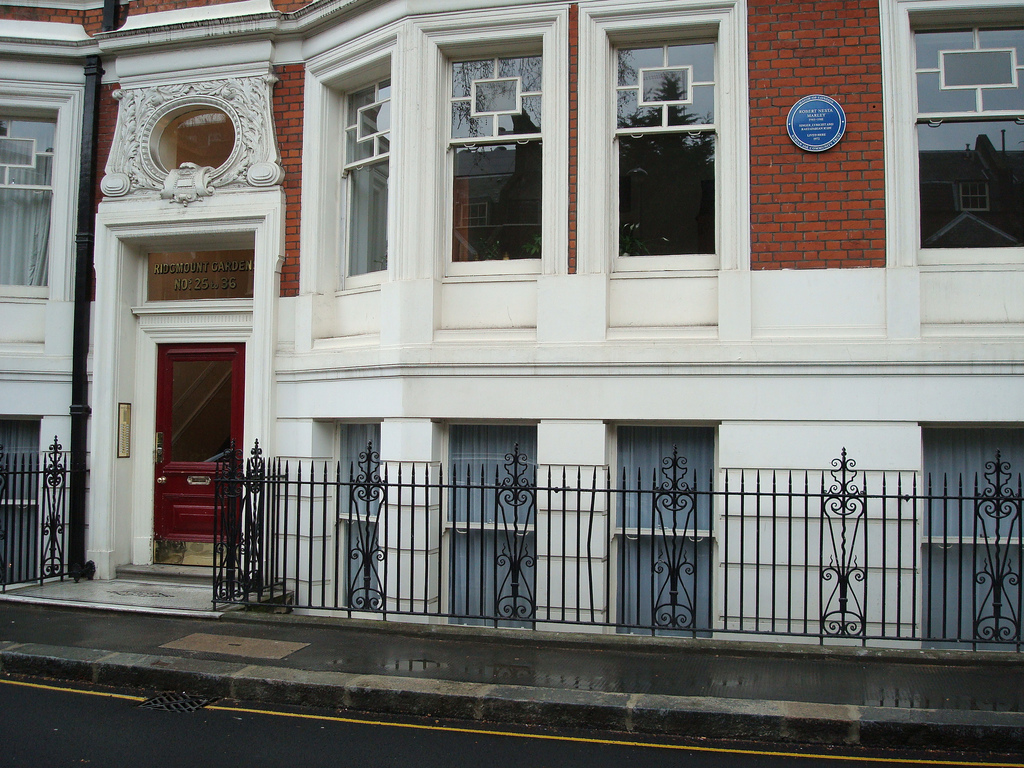
Mieszkanie przy Ridgmount Gardens 34 w Londynie, wynajmowane przez Marleya w czasie jego pierwszego pobytu w Anglii w roku 1972

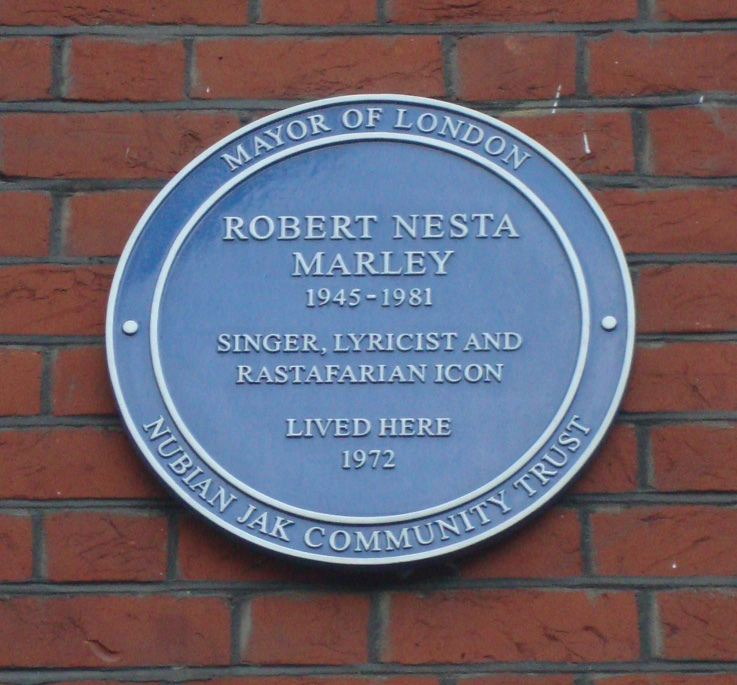
Pamiątkowa tablica na budynku, umieszczona tam w roku 2006 z inicjatywy ówczesnego burmistrza Londynu Kena Livingstone’a.
W marcu 2012 roku wybuchł skandal po tym, jak English Heritage, rządowa agenda ds. ochrony zabytków, zażądała zdjęcia tablicy utrzymując, iż brak jest jednoznacznych dowodów na to, że Marley faktycznie rezydował pod tym adresem

Chcąc wcielić swoje ambitne plany w życie, Marley zaczął uczęszczać na organizowane przez Joego Higgsa darmowe warsztaty muzyczne dla początkujących wokalistów. Zabierał na nie także swoich przyjaciół z getta, przede wszystkim Bunny’ego Livingstona i Winstona McIntosha, który przyjął sceniczny pseudonim Peter Tosh. Cała trójka zyskała uznanie Higgsa, który postanowił roztoczyć poważną opiekę nad ich dalszą karierą. Wkrótce Marley zaprosił do grupy jeszcze jednego chłopaka, Juniora Braithwaite’a, by śpiewał razem z nim główne partie, oraz dwie znajome dziewczyny, Beverley Kelso i Cherry Green, których zadanie miało polegać na udzielaniu się w chórkach (Marley chciał, aby grupa miała brzmienie w klimacie nowoorleańskiego rhythm and bluesa). W ten sposób cała szóstka nastolatków stworzyła do końca 1963 roku zespół, początkowo nazwany The Teenagers, później The Wailing Rudeboys, The Wailing Wailers i ostatecznie – The Wailers. Młodzi muzycy ćwiczyli przez kilka tygodni na podwórzu Marleya przy Second Street, opracowując własny zestaw piosenek dla Higgsa. Często spotykali się również na wspólnych próbach w nawie pobliskiego kościoła baptystycznego Ebenezer Church; jedyny akompaniament stanowiła dla nich wypożyczona od pastora stara gitara akustyczna, na której przygrywał Tosh.

W młodości zaczęliśmy tak samo jak ludzie z Biblii, od wielkiego exodusu, od ucieczki... Nazwaliśmy się The Wailers (lamentujący, zawodzący), bo zrodziła nas rozpacz.

Wkrótce po uzyskaniu przez Jamajkę niepodległości w sierpniu 1962 roku, Clement „Sir Coxsone” Dodd otworzył swoje własne studio nagraniowe, znane odtąd jako Studio One. Dzięki bliskiej znajomości Marleya z grającym dla Sir Coxsone’a perkusistą Alvinem „Seeco” Pattersonem, Wailersom udało się umówić na przesłuchanie u słynnego producenta. Odbyło się ono w grudniu 1963 roku, tuż przed świętami Bożego Narodzenia, w świeżo wykończonym pomieszczeniu studyjnym przy Brentford Road 13. Grupa zaprezentowała Doddowi swój dotychczasowy repertuar, z którego najbardziej przypadł producentowi do gustu utwór „Simmer Down”, będący przestrogą dla młodocianych chuliganów z getta (tzw. rudeboys). Sir Coxsone podpisał z zespołem kontrakt, dający mu wyłączne prawa do wydawanie ich płyt i działań w roli menedżera; w zamian młodzi wokaliści mieli otrzymywać 20 funtów za nagranie każdej strony singla. Nazajutrz została zorganizowana pierwsza sesja nagraniowa, w czasie której zarejestrowane zostały, oprócz wspomnianej „Simmer Down”, również dwie inne piosenki ska: „I Am Going Home” oraz „Do You Remember”. Podczas nagrań Wailersom akompaniowali najlepsi muzycy sesyjni, pracujący wówczas dla Studia One, w większości przyszli założyciele najsłynniejszej supergrupy ska wszech czasów, The Skatalites.
Na debiutancki singel grupy Sir Coxsone wybrał „Simmer Down”, wydając go pod koniec 1963 roku w nakładzie 300 sztuk. Utwór szybko zrobił furorę na potańcówkach sound systemów, zaś na przełomie stycznia i lutego 1964 roku znalazł się na szczycie jamajskiej listy przebojów radia JBC. Szybki i niespodziewany sukces zaowocował kolejnymi sesjami w Studio One i następnymi singlami dla Sir Coxsone’a, który przyznał młodym wokalistom dodatkową, oprócz tantiem, tygodniową pensję w wysokości 3 funtów na osobę. Wkrótce załatwił grupie także występ na prestiżowym konkursie talentów w teatrze Majestic; po minimalnej porażce w turnieju z zespołem The Uniques, Marley wdał się w zakulisową bijatykę ze zwycięzcami, przysparzając Wailersom opinii niepokornych chuliganów.
Z czasem, dzięki sile charakteru, jak również szczególnym względom jakimi darzył go Dodd po sukcesie „Simmer Down”, Marley wyrósł na niekwestionowanego lidera formacji. Pod koniec 1965 roku Sir Coxsone nakładem swojego wydawnictwa Studio One wydał debiutancką płytę długogrającą zespołu pt. The Wailing Wailers, zaś specjalnie dla Marleya wydzielił niewielki pokoik w budynku studia, służący mu odtąd jako miejsce pracy i sypialnia. Urzędując w Studiu One, Marley poznał swoją przyszłą żonę, Alpharitę „Ritę” Anderson (Rita, z zawodu pielęgniarka, była także początkującą wokalistką – wraz z dwójką przyjaciół założyła trio wokalne The Soulettes, które po pierwszej wizycie u Dodda zostało przez niego przydzielone pod muzyczną opiekę Marleya). Para wzięła ślub 10 lutego 1966 roku, zaś następnego dnia Marley odleciał samolotem do USA, gdzie oczekiwała go matka, która w licznych listach pisanych do syna wyrażała nadzieję, iż ustatkuje się on w Ameryce.
Drugą ważną przyczyną wyjazdu Marleya do Stanów Zjednoczonych była chęć uniezależnienia się od Sir Coxsone’a, który narzucał Wailersom swoją wizję twórczości artystycznej, ukierunkowaną na jak największy przychód ze sprzedaży singli. Planem Marleya było otworzenie w Kingston własnej wytwórni muzycznej, potrzebna była do tego jednak spora suma pieniędzy, możliwa do zarobienia jedynie w USA. Zamieszkał w domu Cedelli i jej drugiego męża, Edwarda Bookera, przy 25th Street w Wilmington w stanie Delaware. Pracował kolejno jako kelner, laborant w koncernie chemicznym DuPont, kierowca na nocnej zmianie, jak również robotnik przy taśmie montażowej w fabryce samochodowej Chryslera. Jako że nie miał pozwolenia na pracę, ukrywał się wówczas pod pseudonimem Donald Marley. W październiku 1966 roku otrzymał wezwanie na wojskową komisję poborową i w obliczu prawdopodobnego wysłania na wojnę w Wietnamie, natychmiast powrócił na Jamajkę.
W czasie kilkumiesięcznej nieobecności Marleya The Wailers kontynuowali nagrywanie singli dla Dodda. W zespole zaszło kilka zmian personalnych: na pozycję głównego wokalisty chwilowo wysunął się Bunny Wailer, zaś drugi wokal przypadł Toshowi. Odeszły Kelso i Green, zaś ich rolę w śpiewaniu chórków przejęła Rita i jej kuzyn Constantine „Dream” Walker, występujący wcześniej razem z nią w The Soulettes. Po powrocie do Kingston, Marley ponownie został liderem zespołu; przywiózł także ze sobą dzienniczek z nowymi kompozycjami pisanymi w USA w wolnych chwilach. Materiał ten został zaaranżowany przez Sir Coxsone’a w nowo powstałym, wolniejszym rytmie rocksteady, stopniowo zastępującym ska na miejscu najpopularniejszego muzycznego stylu na wyspie.
Z powodu pośpiesznego wyjazdu z USA, Marleyowi nie udało się zebrać wystarczającej ilości pieniędzy do zapewnienia sobie niezależności na rynku muzycznym. Mimo to, wszystkie oszczędności zainwestował w roku 1967 w otwarcie swojego własnego, niewielkiego kiosku płytowego przy Greenwich Park Road 18A, pod nazwą Wail 'N Soul 'M (później sklepik został przeniesiony na Crescent Road 14). Sprzedawał w nim przeważnie nowe single Wailersów i The Soulettes, produkowane już nie tylko przez Dodda, ale również przez Clancy’ego Ecclesa w Dynamic Sounds Studio. Choć oferowane przez niego płyty spotykały się z przychylnością słuchaczy, brakowało mu gotówki, by zaspokajać popyt, wobec czego interes nie prosperował dobrze. Nie mając praktycznie środków do życia, wiosną 1967 roku Marley ponownie pozostawił zespół i wraz z Ritą, jej dwuipółletnią córeczką Sharon z poprzedniego związku oraz Walkerem wyprowadził się na wieś do domu dziadka (Omeriasz Malcolm zmarł na raka we wrześniu 1964 roku). Cała czwórka przez nieco ponad pół roku utrzymywała się z uprawy roli, zaś Marley przy wsparciu żony pisał kolejne kompozycje.
Jesienią 1967 roku Marley zdecydował się powrócić z rodziną do Kingston, gdzie mieszkali tymczasowo u krewnych i znajomych. Przy producenckim wsparciu Ecclesa (w czasie nieobecności Marleya Tosh i Livingston zerwali współpracę z Sir Coxsonem po awanturze zakończonej interwencją policji) Wailersi nagrali kilka kolejnych singli. Marley postanowił samemu zająć się dystrybucją płyt, rozwożąc je po sklepach na rowerze, jednak zarzucił ten pomysł po tym jak został potrącony przez autobus w centrum miasta. Fatalne położenie grupy pogorszyło jeszcze wkrótce aresztowanie Livingstona, który został zatrzymany pod zarzutem posiadania marihuany i skazany na 14 miesięcy więzienia. Marley, który w międzyczasie również nie uniknął spędzenia 48 godzin w więzieniu za kierowanie samochodem bez prawa jazdy, ponownie powrócił z rodziną na wieś. Kolejny raz udał się do miasta dopiero po wyjściu na wolność Livingstona we wrześniu 1968 roku, tym razem pozostawiając Ritę i Sharon w Nine Mile.
Zrujnowana reputacja Wailersów sprawiła, że jedynym producentem, jaki chciał podjąć się wydania nowego materiału zespołu, okazał się być Leslie Kong – ten, który swego czasu oszukał początkującego Marleya, odmawiając mu zapłaty za kilka nagrań. W latach 1969–1970 Kong zarejestrował pod szyldem Beverley’s serię nowych singli The Wailers z pogranicza rocksteady i wczesnego reggae. Krążki te nie przyjęły się na sound systemach, wobec czego Kong wytłoczył większy nakład tylko kilku z nich, uzyskując niewielki dochód i kończąc na tym krótki epizod współpracy z grupą. Jak się okazało, opuszczenie wydawniczego imperium Sir Coxsone’a pozostawiło Wailersów na marginesie rynku muzycznego.
Mniej więcej w tym samym czasie Studio One opuścił także pracujący dla Dodda producent i kierownik Coxsonowskiego sound systemu Downbeat, Lee „Scratch” Perry, cieszący się złą sławą nieprzewidywalnego człowieka bez zahamowań i awanturnika (odchodząc, wydał dwa mściwe single pod adresem byłego pracodawcy; oba stały się bestsellerami). Perry założył własny zespół studyjny pod nazwą The Upsetters, w składzie: Alva Lewis, Glen Adams oraz bracia Aston Barrett i Carlton Barrett. W roku 1969 zostali oni pierwszą jamajską grupą instrumentalną, jaka odbyła trasę koncertową po Wielkiej Brytanii. Po powrocie z tournée, niezadowoleni ze stawek płaconych im przez Perry’ego instrumentaliści spotkali się z Wailersami, którzy zaprosili ich na wspólną sesję nagraniową do piosenki Marleya pt. „My Cup”. Obie grupy, połączone wspólną niechęcią do panujących na rynku muzycznym układów, szybko nawiązały współpracę i za namową Marleya Upsettersi opuścili Perry’ego i dołączyli do The Wailers. Rozwścieczony z tego powodu producent groził Marleyowi śmiercią, lecz gdy wreszcie doszło do ich spotkania twarzą w twarz, nie zakończyło się ono rozlewem krwi, tylko nagraniem hitowego utworu „Small Axe”. W ten sposób Wailersi, uzupełnieni o czwórkę instrumentalistów, przeszli pod egidę wytwórni Perry’ego, Upsetter Records.
Kierując dalszą karierą The Wailers, Perry ukierunkował brzmienie zespołu w stronę reggae, stawiając na ostre brzmienie gitary rytmicznej, perkusyjny one-drop style i dominujący bas, całkowicie natomiast rezygnując z sekcji dętej. Na początku lat siedemdziesiątych zarejestrował w wynajmowanym od Vincenta „Randy’ego” China Studio 17 kilkanaście całkowicie nowych utworów formacji. Większość z nich osiągnęła błyskawiczny sukces jako single, wobec czego Perry wydał je w formie dwóch albumów: Soul Rebels (1970) oraz Soul Revolution (1971). Jako lider zespołu, Marley zyskał status gwiazdy na Jamajce, pozostawał jednak zupełnie nieznany na amerykańskim i brytyjskim rynku muzycznym.
Chcąc zmienić ten stan rzeczy, w międzyczasie Marley podpisał kontrakt z wytwórnią JAD Records, należącą do amerykańskiego wokalisty Johnny’ego Nasha, producenta Arthura Jenkinsa oraz menedżera Danny’ego Simsa (umożliwiła mu to bliska znajomość z Nashem). The Wailers nagrywali nowe single dla JAD w studiu Dynamic Sounds równolegle do pracy z Lee Perrym. Pod koniec roku 1970 na zaproszenie Simsa Marley udał się, bez zespołu, do Szwecji, gdzie trwały właśnie zdjęcia do filmowego melodramatu pt. Want So Much To Believe z Nashem w roli głównej. Mimo iż ostatecznie żadna z kompozycji Marleya nie znalazła się na ścieżce dźwiękowej do filmu, Sims namówił go do podpisania niejasnej umowy z amerykańską wytwórnią CBS International. Ściągnął także do Anglii pozostałych Wailersów, obiecując im zorganizowanie dużej trasy koncertowej po Wielkiej Brytanii. W rzeczywistości, tournée okazało się być serią występów w londyńskich klubach i kilku szkołach na prowincji, zaś muzycy trafili do studia by wspomóc nagrywanie płyty Nasha.
Album ten, wydany w lipcu 1972 roku pt. I Can See Clearly Now, został znakomicie przyjęty w USA; znalazły się na nim trzy kompozycje Marleya: „Comma Comma”, „Guava Jelly” oraz „Stir It Up”. Ostatni z wymienionych utworów, napisany przez Marleya specjalnie dla żony jeszcze w roku 1967, osiągnął jako singel wysokie miejsca zarówno na amerykańskiej, jak i brytyjskiej liście przebojów. Tymczasem niepewni dalszej przyszłości Wailersi pomieszkiwali w tanich londyńskich hotelach, a potem w wynajmowanym domu bez ciepłej wody w dzielnicy Bayswater. Któregoś dnia okazało się, że Nash i Sims potajemnie wyjechali na Florydę, by tam pracować nad nowym projektem. Pozbawieni nawet środków na bilet powrotny na Jamajkę muzycy zwrócili się do niezależnego promotora Brenta Clarka, aby ten spróbował uratować choć trochę z obiecywanego im wielkiego europejskiego tournée. Clark zwrócił się o pomoc w tej sprawie do Chrisa Blackwella, właściciela prężnie rozwijającej się wytwórni Island Records, który swego czasu jako pierwszy wydał kilka singli Marleya i The Wailers na rynku brytyjskim. Blackwell pożyczył muzykom 8 tysięcy funtów w formie zaliczki na poczet nagrania dla jego wytwórni nowej płyty.
Dzięki uzyskanym w ten sposób pieniądzom Wailersi powrócili do Kingston, gdzie natychmiast wynajęli czas studyjny w Dynamic Sounds Studio i pod kierunkiem Marleya zabrali się do pracy nad materiałem na płytę dla Island. W międzyczasie okazało się, że Marley utkwił w prawnym klinczu dotyczącym praw do jego twórczości: na podstawie podpisanych wcześniej kontraktów zarówno Sims, jak i CBS International rościli sobie prawa do kontroli nad karierą wokalisty. Ostatecznie zawarto ugodę, na mocy której wszyscy zrzekli się swoich roszczeń; Sims za kwotę 5 tysięcy funtów, natomiast CBS za 9 tysięcy dolarów i 2% zniżki na sześć kolejnych albumów studyjnych. Po uregulowaniu sytuacji prawnej, pod koniec 1972 roku Marley ponownie udał się do Londynu, gdzie w studiu Island przy Basing Street dograno pozostałą część płyty (w sesjach wziął udział znany gitarzysta solowy Wayne Perkins). Album, zatytułowany Catch a Fire, ukazał się w kwietniu 1973 roku, zbierając wiele przychylnych recenzji. Był to jednocześnie pierwszy w historii album reggae zawierający wyłącznie premierowe nagrania studyjne, nie zaś jedynie kompilację wydanych uprzednio singli.
Zarobione dzięki współpracy z Blackwellem pieniądze pozwoliły Marleyowi na otwarcie przy King Street 127 w Kingston własnej wytwórni muzycznej, nazwanej od jego pseudonimu Tuff Gong; od tej pory wydawał jej nakładem własne produkcje na Jamajce. Latem 1973 roku wraz z The Wailers rozpoczął w Harry J Studio nagrania na kolejnego longplaya. Na płycie pt. Burnin’, która ujrzała światło dzienne jeszcze w październiku, znalazły się m.in. takie przeboje jak „Burnin’ and Lootin’”, „Get Up, Stand Up” czy też „I Shot the Sheriff”. Cover ostatniego z wymienionych utworów w wykonaniu Erica Claptona trafił na szczyt brytyjskiej i amerykańskiej listy przebojów, ostatecznie wprowadzając reggae do mainstreamu światowej muzyki rozrywkowej.
Marley spędzał coraz więcej czasu w nowej kingstońskiej rezydencji Blackwella przy Hope Road 56, zwanej Island House; w końcu wprowadził się tam na stałe, przenosząc tam również siedzibę swojej wytwórni. Tymczasem na początku roku 1974 Tosh i Livingston niespodziewanie ogłosili, że opuszczają The Wailers; oficjalnym powodem ich odejścia był konflikt z Blackwellem. Tosh, który właśnie zaczął prace nad swoim solowym albumem, obruszył się na postawione mu przez Blackwella ultimatum (zgodził się on wydać płytę nakładem Island, ale tylko pod warunkiem, iż Tosh dalej będzie podlegał Wailersom na dotychczasowych zasadach). Z kolei Livingston odmówił wzięcia udziału w jednym z planowanych wielkich tournée po USA i Wielkiej Brytanii, mającym promować najnowszą płytę zespołu.
Mimo to, prawdziwe przyczyny rozpadu grupy nie są do końca jasne. Według jednej z wersji wydarzeń Blackwell świadomie dążył do rozbicia jedności zespołu, celowo promując go jako „Bob Marley & The Wailers”, natomiast inna teoria głosi, że to Marley chciał pozbyć się konkurencji wewnątrz grupy, pragnąc zostać jej jedyną twarzą. Faktem jest, iż pomiędzy Marleyem i Toshem panowała napięta atmosfera już od czasu wydania przez Lee Perry’ego albumów zespołu właśnie pod szyldem „Bob Marley & The Wailers”.

Ciśnienie wywołane przez sposób pracy, jakie nad nami ciążyło, sprawiało, że w The Wailers dochodziło do nieporozumień. Nie mogliśmy liczyć na żadną pomoc, byliśmy w trasie i mieliśmy sprostać wygórowanym wymaganiom przy pierwszej wspólnej wyprawie... Ciśnienie czuć było ze wszystkich stron. Jakbyśmy się urodzili tylko po to, by stawiać mu opór. Było wszędzie – ze strony naszych rodzin, a także obcych ludzi.

Przed tymi wielkimi koncertami występowaliśmy jako „The Wailers”, i każdy wiedział, że jest to Bob, Bunny, i ja. Raptem okazało się, że jest „Bob Marley and The Wailers” i ani ja, ani Bunny nie mieliśmy już nic do powiedzenia. Gdy rozpoczęła się kariera Boba, zaczęliśmy stanowić tylko tło dla niego. Musieliśmy więc zacząć samodzielną pracę i dlatego postanowiliśmy się rozstać, bowiem każdy z nas coś robił i nie było powodu, dla którego wszystko miałoby być firmowane przez Marleya.

### Bob Marley & The Wailers (1974–1981)

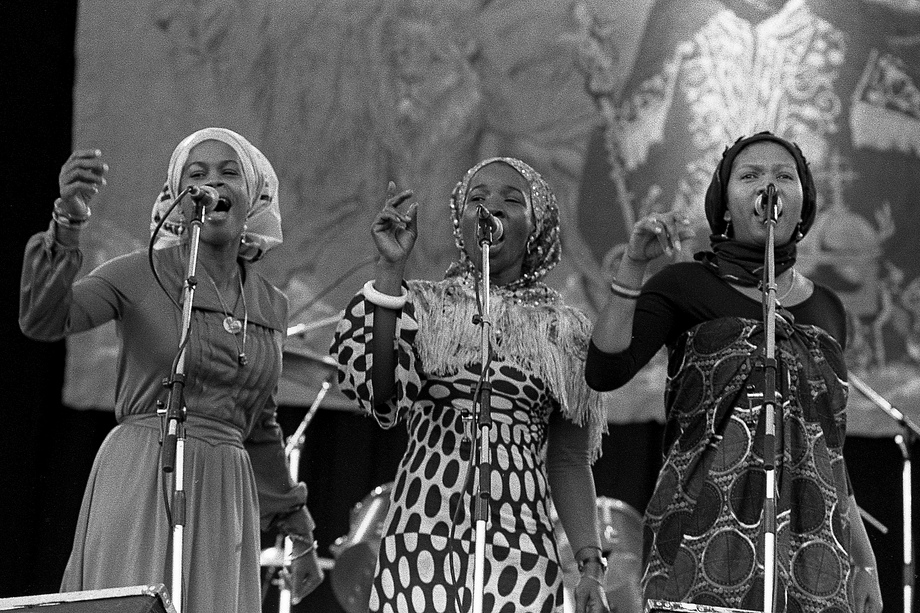
Zespół I Threes w roku 1980. Od lewej kolejno: Judy Mowatt, Rita Marley, Marcia Griffiths

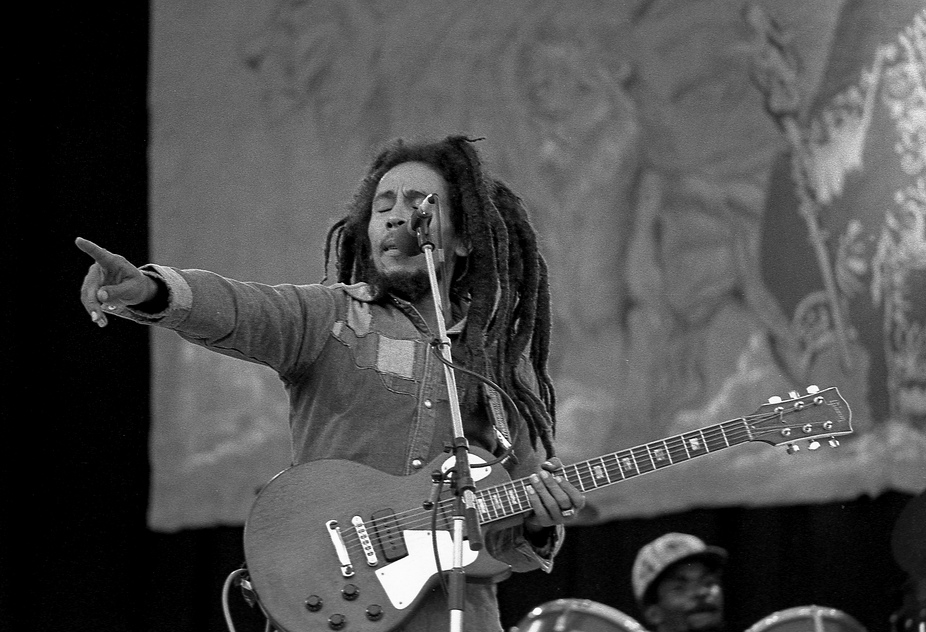
Marley podczas występu na stadionie Dalymount Park w Dublinie w lipcu 1980 roku

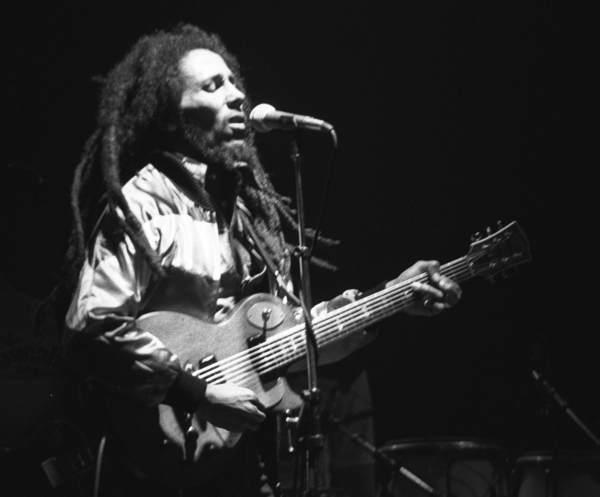
Marley podczas występu w Zurychu w maju 1980 roku

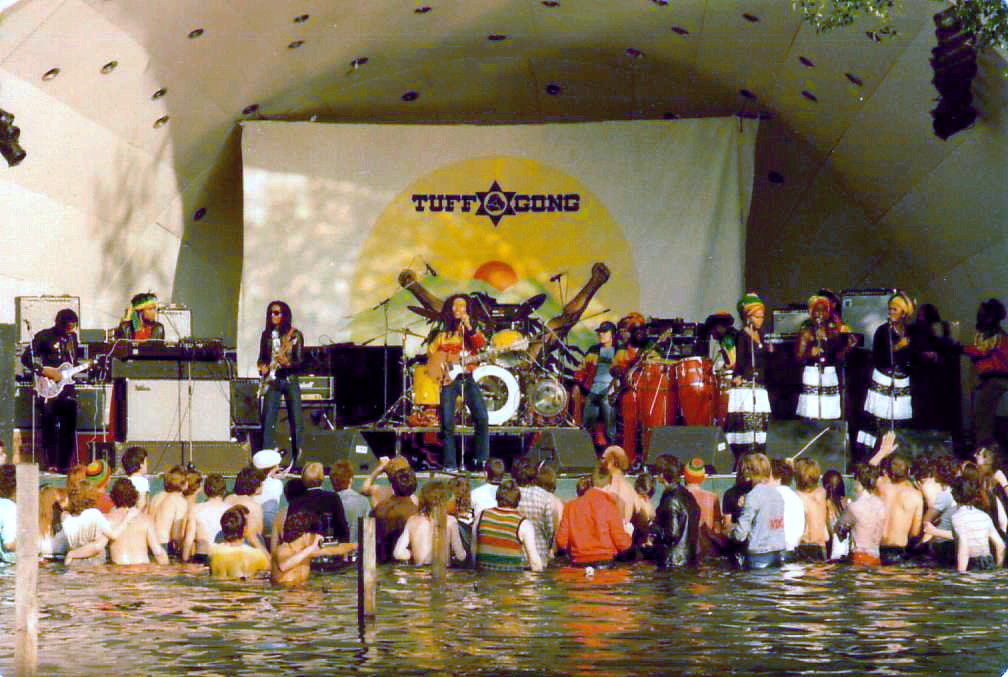
Bob Marley & The Wailers podczas koncertu w Crystal Palace Concert Bowl w Londynie w czerwcu 1980 roku

Niezrażony odejściem dwójki przyjaciół i współzałożycieli zespołu, Marley zorganizował go na nowo, tym razem już oficjalnie pod nazwą Bob Marley & The Wailers. Miejsce Tosha i Livingstona zajął żeński chórek I Threes, w którego skład weszły Rita oraz dwie jej przyjaciółki, utalentowane wokalistki Judy Mowatt i Marcia Griffiths. W grupie pozostali tworzący sekcję rytmiczną bracia Barrett, do których wkrótce dołączyli klawiszowcy Earl „Wire” Lindo i Tyrone Downie oraz gitarzysta Al Anderson. W tym składzie (choć jeszcze z innym klawiszowcem, Bernardem „Touterem” Harveyem) zespół zarejestrował w studiu Harry’ego J materiał na nową płytę. Wydany w październiku 1974 roku album Natty Dread zawierał kolejne wielkie przeboje (m.in. „Lively Up Yourself” oraz „No Woman, No Cry”) i był promowany następną trasą koncertową po Ameryce Północnej i Wielkiej Brytanii.
4 października 1975 roku Don Taylor, nowy menedżer Marleya i zespołu z ramienia Island, zorganizował na Stadionie Narodowym w Kingston wspólny koncert charytatywny The Wailers i Steviego Wondera, amerykańskiej gwiazdy muzyki pop (zob. Wonder Dream Concert). Na scenie pojawili się wraz z Marleyem także Tosh i Livingston; był to pierwszy i zarazem ostatni wspólny występ oryginalnego składu grupy od czasu rozłamu w roku 1974. Natomiast rok 1976 przyniósł kolejny album studyjny Marleya i The Wailers, zatytułowany Rastaman Vibration. Nagrania zostały zarejestrowane częściowo w Harry J Studio, a po części także w studiu Joego Gibbsa; stylistycznie, krążek przybliżył brzmienie zespołu do muzyki rockowej.
Zimą 1976 roku Marley zgodził się poprowadzić organizowany przez ministerstwo kultury darmowy koncert Smile Jamaica, zaplanowany na 5 grudnia. Wydarzenie to, oficjalnie mające na celu rozładowanie napiętej sytuacji politycznej w mieście, panującej w związku z trwającą brutalną kampanią przedwyborczą, w rzeczywistości miało stać się wiecem poparcia dla urzędującego premiera Michaela Manleya i jego socjalistycznej Ludowej Partii Narodowej. Na dwa dni przed koncertem grupa zamachowców wtargnęła do domu Marleya przy Hope Road, oddając kilka serii strzałów z broni automatycznej w stronę przebywających tam osób. Pięć kul trafiło Dona Taylora, który rozmawiając w momencie ataku z Marleyem, nieświadomie zasłonił go własnym ciałem. Ciężko ranna została także Rita oraz przyjaciel Marleya, Lewis Griffith. Sam Marley, główny cel ataku, został jedynie postrzelony w ramię; przedtem kula lekko drasnęła klatkę piersiową w okolicy serca. Ostatecznie nikt nie zginął, zaś napastników wystraszył przejeżdżający właśnie przypadkiem radiowóz policyjny. Nigdy nie udało się ustalić zleceniodawców ani sprawców zamachu, choć cień podejrzeń padł przede wszystkim na uzbrojone bojówki opozycyjnej Jamajskiej Partii Pracy.
Wszyscy ranni zostali natychmiast przewiezieni do miejskiego szpitala uniwersyteckiego; Taylor i Griffith pozostali w szpitalu w stanie krytycznym, natomiast Marley po opatrzeniu ramienia został wypisany i pod zorganizowaną przez premiera eskortą policyjną wywieziony poza miasto, gdzie urządzono dla niego kryjówkę w Górach Błękitnych. W niedzielę 5 grudnia na miejscu planowanego koncertu w Parku Bohaterów Narodowych zebrało się około 80 tysięcy ludzi, oczekujących występu Marleya. Wokalista, który miał łączność ze sceną za pomocą krótkofalówki, długo wahał się czy wystąpić, w końcu jednak zdecydował się przyjechać pod ścisłą ochroną policyjnej kawalkady. W pośpiechu odszukano instrumentalistów The Wailers, nie udało się odnaleźć jedynie Astona Barretta; zastąpił go Stephen „Cat” Coore, basista grającej na rozpoczęcie imprezy support grupy Third World. Osłabiony Marley, nie mogąc zagrać na nieodłącznej gitarze z powodu rany, zapowiedział, iż „będzie tylko jedna pieśń”. Rozwinęła się ona ostatecznie w dziewięćdziesięciominutowy show, w czasie którego na scenie pojawiła się również Rita, która dzień wcześniej przeszła zabieg usunięcia kuli z czaszki. Na zakończenie, Marley odegrał rytualny taniec, obrazujący przebieg napaści, która niemal kosztowała go życie.

Kiedy zgodziłem się zagrać ten koncert dwa i pół miesiąca temu, mówiono mi, że nie będzie tu polityki. Chciałem zagrać tylko z miłości do ludu.

Trzy dni po koncercie Marley w tajemnicy udał się na kilkumiesięczną rekonwalescencję do USA, gdzie poświęcił więcej czasu rodzinie. Następnie poleciał ponownie do Londynu, by tam w studiu Island nagrać wraz z Wailersami (do których dołączył nowy gitarzysta, Junior Marvin) kolejny album studyjny. Krążek zatytułowany Exodus ujrzał światło dzienne na początku czerwca. Znalazły się na nim kolejne wielkie przeboje, takie jak tytułowy utwór „Exodus”, „Jamming”, „Natural Mystic”, „One Love”, czy też „Three Little Birds”. Oprócz tego, spotkawszy w studiu przy Basing Street członków londyńskiej formacji Aswad, Marley nagrał z nimi dedykowaną punkowcom piosenkę pt. „Punky Reggae Party”. Utwór został wydany przez Tuff Gong jako 7-calowy singel z dubową wersją autorstwa Lee Perry’ego na odwrocie.
Wiosną 1978 roku ukazała się dziesiąta już płyta Marleya i The Wailers pt. Kaya, tym razem niemal w całości poświęcona tematyce miłosnej (zob. lovers rock). W międzyczasie Marley po raz pierwszy od czasu zamachu powrócił na Jamajkę, by 22 kwietnia wziąć udział w koncercie One Love Peace na Stadionie Narodowym w Kingston. Za organizacją imprezy stali gangsterzy Aston „Bucky” Marshall i Claudius „Claudie” Massop, szefowie bojówek dwóch największych jamajskich partii politycznych, którzy w obliczu grożącej wyspie wojny domowej postanowili zjednoczyć siły i dzięki „koncertowi pokoju” uspokoić napiętą sytuację polityczną. W trakcie swojego występu Marley zaprosił na scenę obu obecnych na koncercie liderów partyjnych: premiera Michaela Manleya i przywódcę opozycji Edwarda Seagę. Podczas improwizowanej interpretacji utworu „Jamming” wykonał pamiętny gest, łącząc w uścisku dłonie skłóconych polityków i unosząc je wysoko ponad swoją głową. Drugą rękę wyciągnął wówczas w stronę ponad 30-tysięcznej publiczności, wygłaszając do niej rastafariańskie błogosławieństwo.
Październik 1979 przyniósł ukazanie się kolejnej płyty pt. Survival; stanowiła ona pierwszą część planowanej przez Marleya muzycznej trylogii. Jej kontynuacja, zatytułowana Uprising, ujrzała światło dzienne w czerwcu 1980 roku; był to ostatni album wydany za życia muzyka. Album ten znany jest przede wszystkim z piosenek „Coming in from the Cold”, „Could You Be Loved” oraz „Redemption Song”. Wliczając wszystkie płyty wydane już po śmierci wokalisty, dyskografia Marleya i The Wailers obejmuje 13 albumów studyjnych, 5 albumów koncertowych oraz kilkadziesiąt różnego rodzaju kompilacji. Łącznie 24 single były notowane na amerykańskiej i brytyjskiej liście przebojów, jednak żaden z nich nigdy nie znalazł się na szczycie.

### Ostatnie miesiące życia i śmierć

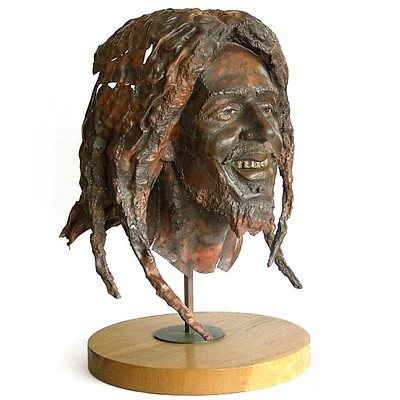
Wizerunek Marleya dłuta węgierskiego rzeźbiarza László Szlávicsa

W maju 1977 roku w Paryżu, w ramach europejskiej części trasy Exodus Tour, Marley wziął udział w towarzyskim meczu piłki nożnej z członkami narodowej kadry Francji (zaraz po muzyce, futbol od dziecka był jego największą pasją; jak stwierdził w jednym z wywiadów: „Piłka nożna jest częścią mnie. Gdy gram w piłkę, świat dookoła mnie budzi się ze snu”). W czasie gry poważnie zranił się w duży palec u nogi, tracąc paznokieć. Długo niegojąca się rana wzbudziła niepokój londyńskich lekarzy; dalsza diagnostyka wykazała w niej obecność zmiany nowotworowej (czerniaka złośliwego), wobec czego zalecono amputację palca. Marley stanowczo odmówił, gdyż jako rastafarianin uznawał zasadę jedności ciała, zabraniającą tego typu zabiegów.
20 września 1980 roku Marley zasłabł podczas porannego joggingu w nowojorskim Central Parku; pomocy udzielił mu biegnący razem z nim przyjaciel, Alan „Skilly” Cole. 23 września, w sali Teatru Stanleya w Pittsburghu Marley po raz ostatni wystąpił na żywo (koncert ten został udokumentowany na dwupłytowym wydawnictwie Live Forever). Podczas występu był tak osłabiony, że mimo nacisków ze strony agencji promującej, trasa koncertowa Uprising Tour została następnego dnia niezwłocznie przerwana. W tajemnicy przed mediami, Marley został umieszczony w ośrodku leczenia chorób nowotworowych Memorial Sloan-Kettering Cancer Center na Manhattanie, gdzie przeszedł serię zabiegów radiacyjnych.
Gdy po dwóch dniach pobytu wiadomość o jego leczeniu wyciekła do mediów, Marley natychmiast wypisał się ze szpitala, choć nowojorscy lekarze już wtedy stwierdzili u niego przerzuty nowotworowe do wątroby, płuc i mózgu. Kontynuował leczenie w klinikach onkologicznych w Miami i Ciudad Juárez w Meksyku, jednak wszędzie dawano mu co najwyżej kilka tygodni życia. Wówczas, za namową jamajskiego lekarza Carla Frasera, Marley zdecydował się spróbować terapii alternatywnej doktora Josefa Isselsa, opartej przede wszystkim na specjalnym programie żywieniowym, ziołolecznictwie i szczepionkach z różnymi substancjami; w tym celu wyjechał do kliniki Isselsa w Rottach-Egern w Bawarii.
Gdy na początku maja 1981 roku dr Issels stwierdził, iż nic więcej nie da się już zrobić, Marley zapragnął, by zabrano go na Jamajkę. Jednak w czasie przelotu nad Atlantykiem zdecydowano się przerwać podróż i lądować w Miami, jako że żaden szpital w Kingston nie był przygotowany na przyjęcie pacjenta w tak ciężkim stanie. Marley zmarł 11 maja w szpitalu Cedars of Lebanon w Miami (obecnie Jackson Memorial Hospital), kilkadziesiąt godzin po opuszczeniu Niemiec.
20 maja otwartą trumnę z ciałem wokalisty wystawiono na widok publiczny na Stadionie Narodowym w Kingston; ostatni hołd oddało mu wówczas około 100 tysięcy ludzi. 21 maja, dzień pogrzebu, rozpoczął się od zamkniętego dla mediów nabożeństwa w Etiopskim Kościele Ortodoksyjnym pod wezwaniem Trójcy Świętej przy Maxfield Avenue, któremu przewodniczył metropolita Abuna Izaak. Następnie państwowo-religijne uroczystości przeniosły się ponownie na Stadion Narodowy. W ceremonii aktywny udział wzięli członkowie The Wailers oraz rodzina i najbliżsi przyjaciele Marleya, czytając Biblię oraz wykonując kilka największych przebojów muzyka. Pogrzebową laudację wygłosił wybrany niedawno nowy premier Jamajki, Edward Seaga. Po zakończeniu uroczystości trumnę z ciałem Marleya umieszczono na karawanie i w uroczystej procesji przewieziono na miejsce pochówku do jego rodzinnej wsi Nine Mile; podczas przejazdu kawalkady żegnały go stojące wzdłuż drogi dziesiątki tysięcy mieszkańców wyspy. Został pochowany w naprędce przygotowanym mauzoleum, w prostopadłościennym marmurowym sarkofagu. Do trumny złożono wraz z nim jego nieodłączną czerwoną gitarę Gibson Les Paul, garść marihuany oraz Pismo Święte otwarte na Psalmie 23.

## Spuścizna

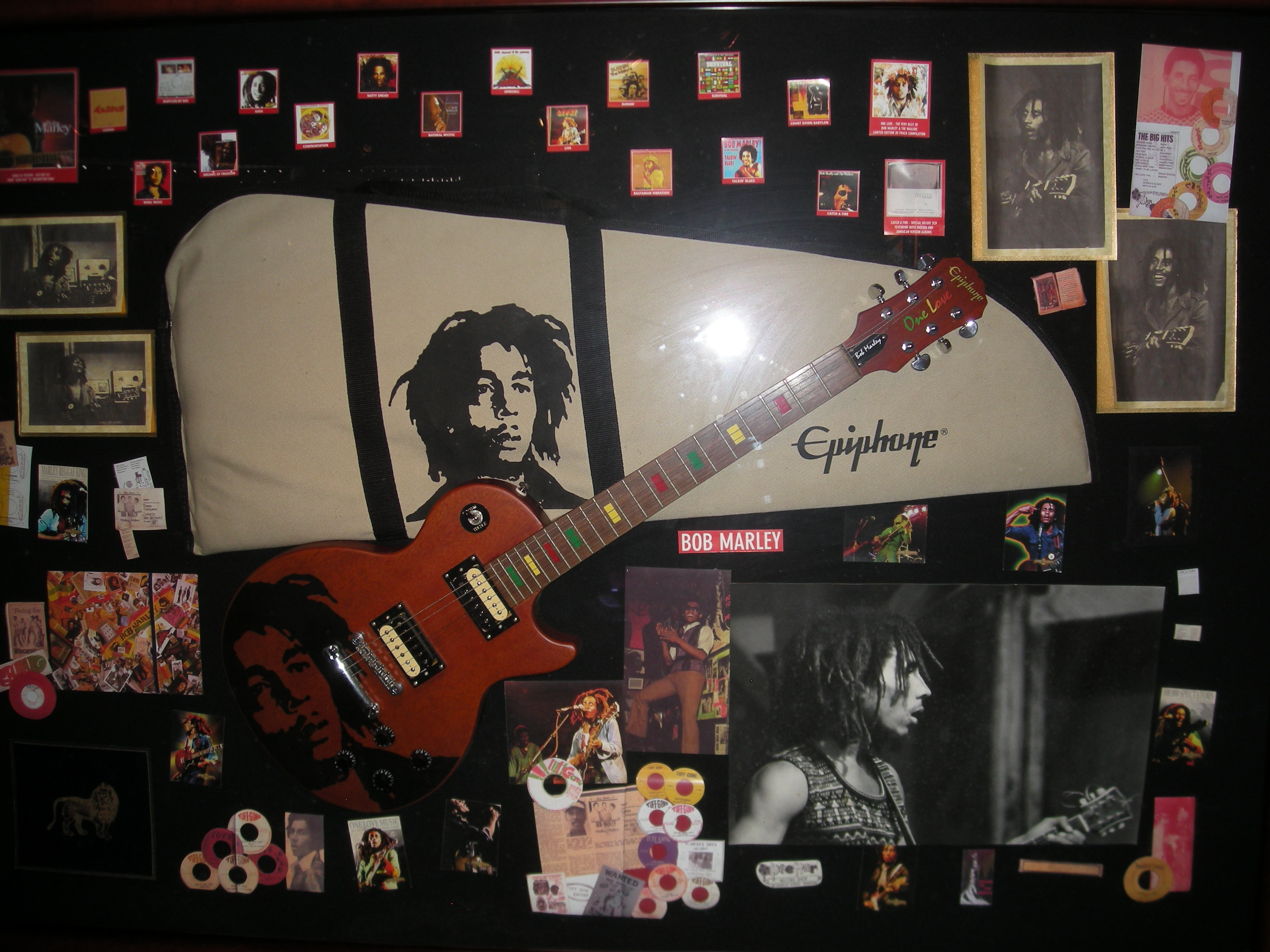
Należąca do Marleya gitara Epiphone (eksponat muzeum w Nine Mile)

W maju 1983 roku, niemal dokładnie dwa lata po śmierci wokalisty, nakładem Island ukazał się ostatni album studyjny Marleya i The Wailers, zatytułowany Confrontation. W zamyśle Marleya płyta ta miała wieńczyć trylogię rozpoczętą płytami Survival (1979) oraz Uprising (1980), jednak ze względu na drastyczne pogorszenie stanu zdrowia muzyka zrealizowano zaledwie kilka nagrań. Pozostałe utwory to wybrane przez Blackwella wydane już wcześniej single oraz zremasterowane dema; najbardziej znana piosenka z tej płyty – „Buffalo Soldier” – została napisana przez Marleya jeszcze w roku 1978 wspólnie z DJ-em Noelem „King Sportym” Williamsem. Z kolei wydana przez Island w maju 1984 roku, wielokrotnie wznawiana kompilacja największych przebojów Marleya i The Wailers pt. Legend niezmiennie pozostaje najlepiej sprzedającą się płytą reggae wszech czasów.
Choć Marley nie pozostawił żadnego testamentu, jego ostatnim życzeniem było, aby po jego śmierci wszystkie prawa autorskie do jego utworów zostały odzyskane i przekazane rodzinie. Lata osiemdziesiąte i dziewięćdziesiąte przyniosły szereg procesów sądowych, toczonych zarówno na Jamajce, jak i w Nowym Jorku, w których o prawa te walczyła cała rzesza dawnych producentów i promotorów Marleya, z Dannym Simsem na czele; większość spraw została rozstrzygnięta na korzyść zarządzających majątkiem wokalisty Rity i dzieci. Najnowszym przejawem trwających do dziś sporów jest złożony w roku 2012 do sądu okręgowego w Miami pozew przeciwko jedynemu żyjącemu bratu przyrodniemu Marleya, Richardowi Bookerowi; pozostała część rodziny oskarża go o nadużywanie wizerunku muzyka na sprzedawanych różnego rodzaju gadżetach i bezprawną organizację w Miami corocznej imprezy „Nine Mile Music Festival” z okazji urodzin króla reggae.
Po śmierci Marleya ukazało się o nim kilka filmów biograficznych i dokumentalnych, m.in.: Bob Marley and the Wailers: The Bob Marley Story (1986), Time Will Tell (1992), Rebel Music (2000), Bob Marley: The Making of a Legend (2011). 20 kwietnia 2012 roku światową premierę miała najnowsza, niemal dwuipółgodzinna filmowa biografia wokalisty w reżyserii Kevina Macdonalda, zatytułowana po prostu Marley. 23 stycznia 2024 r. premierę miał w kinie Carib 5 w Kingston na Jamajce film biograficzny o życiu Marleya, Bob Marley: One Love. Światowa premiera odbyła się 14 lutego. Film otrzymał mieszane recenzje krytyków i zarobił na całym świecie ponad 124 miliony dolarów.

## Poglądy religijne i polityczne

### Marley a Ruch Rastafari
Popularność Marleya na całym świecie przyczyniła się do rozpropagowania wyznawanych przez niego idei religijnego ruchu Rastafari, uprzednio niemal zupełnie nieznanego poza Jamajką. Mimo to, Marley przystąpił do ruchu dopiero w późniejszym okresie życia, zaś jego faktyczny osobisty stosunek do religii pozostaje niejasny. Wychowywał się w rodzinie i wiejskiej społeczności chrześcijańskiej, w specyficzny sposób łączącej monoteizm z wierzeniami ludowymi i elementami religii plemiennej (wiara w klątwy, duchy, siły magiczne itp.). W czasach jego dzieciństwa rastafarianie stanowili niewielki ułamek społeczeństwa Jamajki; ze względu na głoszony światopogląd oraz osobliwy wygląd i styl życia, byli postrzegani jako ludzie niegodziwi, doznając nieustannych prześladowań zarówno ze strony władz, jak i zwykłych mieszkańców.
Prawdopodobnie Marley zainteresował się głębiej ruchem Rastafari za pośrednictwem żony; podobnie jak wielu innych Jamajczyków, Rita została rastafarianką będąc pod wrażeniem wizyty cesarza Etiopii Haile Selassiego w Kingston w kwietniu 1966 roku. Podobny wpływ na wokalistę mogły mieć również muzyczno-religijne warsztaty u zaangażowanego rasta, Joego Higgsa, które w rezultacie doprowadziły do spotkania Marleya z jednym z przywódców ruchu, Mortimerem Planno. To właśnie Planno, zostając na wiele lat duchowym nauczycielem Marleya, przekonał go do przyjęcia rastafariańskiej filozofii i stylu życia, włączając w to wegetarianizm, przestrzeganie diety I-tal czy też zapuszczenie dreadów. Począwszy od roku 1968, Marley regularnie brał udział w corocznym nocnym zgromadzeniu Grounation, kiedy to rasta spotykali się by wspólną medytacją, modlitwami i śpiewem przy akompaniamencie bębnów upamiętniać wizytę Selassiego.
Na początku lat siedemdziesiątych Marley znalazł się pod wpływem nowo powstałego odłamu ruchu Rastafari – Dwunastu Plemion Izraela – założonego przez charyzmatycznego wizjonera Vernona „Proroka Gada” Carringtona. Ideologia ta zakładała podział wyznawców według miesiąca urodzenia na 12 grup (inaczej „plemion”, od 12 synów Jakuba); jako urodzony w lutym, Marley został przyporządkowany plemieniu Józefa. Z tego też powodu z tylnej strony okładki wydanego w roku 1976 albumu Rastaman Vibration znalazło się tzw. Błogosławieństwo Józefa, cytowane ze Starego Testamentu.

Fakty i zdarzenia, przedmioty i rzeczy: wszystko to kolosalna bzdura. Posłuchaj – jest tylko jedna prawda – tą prawdą jest Jah Rastafari.

Marley nieodłącznie nosił na środkowym palcu lewej dłoni złoty pierścień z czarnym kamieniem szlachetnym i wygrawerowanym wizerunkiem Lwa Judy, należący niegdyś prawdopodobnie do Haile Selassiego. Był to prezent od syna zmarłego cesarza, księcia Asfaw Wossena, podarowany podczas prywatnego spotkania w Londynie w roku 1977.

Lew Judy skruszy każdy łańcuch, da nam zwycięstwo raz za razem!

4 listopada 1980 roku śmiertelnie chory Marley przyjął chrzest w Etiopskim Kościele Ortodoksyjnym. Przyjął wówczas imię Berhane Selassie, w języku gyyz oznaczające „Światło Trójcy Świętej”. Rodzinnej, zamkniętej dla mediów uroczystości w nowojorskim hotelu Wellington przewodniczył metropolita Abuna Izaak.

Bob od dawna pragnął być ochrzczony, lecz ci wszyscy ludzie którzy byli blisko niego, kontrolowali go, oni mieli inne spojrzenie na Rastafari. Ale Bob regularnie bywał w kościele. Pamiętam jak pewnego razu odprawiałem mszę, spojrzałem na niego i zobaczyłem łzy spływające po jego twarzy... Kiedy był na trasie w Los Angeles, Nowym Jorku i Anglii, głosił w wierze Kościoła Ortodoksyjnego i wielu ludzi w tych miastach przystąpiło do Kościoła właśnie za jego przyczyną. Dziś ludzie myślą, że Bob przyjął chrzest tylko dlatego, że wiedział iż jest umierający; ale to nieprawda. Zrobił to, gdy przestano wywierać na niego presję, a kiedy już był ochrzczony, uścisnął swoją rodzinę i zaczęli płakać, płakali razem przez jakieś pół godziny.

### Stosunek do marihuany
Podobnie jak większość rastamanów, Marley był zwolennikiem używania marihuany (ganji) jako sakramentu. Sam palił niemal codziennie, choć zaprzeczał pogłoskom, że wypala około uncji marihuany dziennie. Wiele kontrowersji wywołała w roku 1974 okładka drugiego wydania albumu Catch a Fire, na której widniało zdjęcie Marleya palącego wielkiego spliffa; podobny obrazek znalazł się również z tyłu okładki płyty Burnin’. Z kolei wewnątrz tekturowo-płóciennego opakowania płyty Rastaman Vibration odczytać można było napis: „Ta okładka jest dobra do czyszczenia zioła”.
Przebywając w Londynie w roku 1977 Marley był dwukrotnie notowany i karany grzywną w wysokości 50 funtów właśnie za posiadanie marihuany.

Palenie zioła to wolność. Jeśli chcesz być wolny, pal zioło.

### Rola w polityce
Niezwykła popularność Marleya na Jamajce sprawiała, że tamtejsi politycy prześcigali się w wykorzystywaniu jego wizerunku dla swoich doraźnych celów politycznych, niejednokrotnie nawet bez wiedzy samego muzyka. Choć w tekstach niektórych utworów można doszukiwać się lewicowych sympatii Marleya, on sam zawsze stanowczo podkreślał apolityczność swojej twórczości:

Nie jestem po stronie prawicy, ani po stronie lewicy, idę prosto przed siebie. (...) Pamiętacie, jak ukrzyżowali Chrystusa? Razem z Nim ukrzyżowano kogoś po Jego lewej stronie i kogoś po prawej. Obaj to byli złoczyńcy! To samo dotyczy ideologii. (...) Ludzie mówią, że moja muzyka jest zaangażowana politycznie, ale ja tylko głoszę prawdę i mówię, co jest dobre. Politycy nie lubią ludzi. Oni lubią swoich wyborców, a nienawidzą tych, którzy głosują przeciwko nim. Polityka to szaleństwo.

## Rodzina
Bob Marley i Alpharita „Rita” Anderson (początkująca wokalistka nagrywająca dla Coxsone’a, z zawodu pielęgniarka) pobrali się 10 lutego 1966 roku; skromne wesele odbyło się w domu jednego z przyjaciół. Marley adoptował wówczas Sharon, półtoraroczną córeczkę Rity z poprzedniego związku. Oprócz niej, oficjalnie uznanych zostało jeszcze jedenaścioro dzieci Marleya: czwórkę urodziła Rita, zaś pozostała siódemka to owoce licznych romansów muzyka z innymi kobietami:
- Sharon Marley, ur. 23 listopada 1964, adoptowana córka Rity,
- Cedella Marley, ur. 23 sierpnia 1967, z Ritą,
- David „Ziggy” Marley, ur. 17 października 1968, z Ritą,
- Stephen Marley, ur. 20 kwietnia 1972, z Ritą,
- Robert „Robbie” Marley, ur. 16 maja 1972, z Pat Williams,
- Rohan Marley, ur. 19 maja 1972, z Janet Hunt,
- Karen Marley, ur. 1973, z Janet Bowen,
- Stephanie Marley, ur. 17 sierpnia 1974, z Ritą[e],
- Julian Marley, ur. 4 czerwca 1975, z Lucy Pounder,
- Ky-Mani Marley, ur. 26 lutego 1976, z Anitą Belnavis,
- Damian Marley, ur. 21 lipca 1978, z Cindy Breakspeare,
- Makeda Marley, ur. 30 maja 1981, z Yvette Crichton.

## Nagrody i odznaczenia
- 1976: (z The Wailers) Najlepszy Zespół Roku według magazynu Rolling Stone[151]
- 1978: Medal Pokoju Trzeciego Świata ONZ[152]
- 1981: Jamajski Order Zasługi[153]

Pośmiertnie:
- 1994: wprowadzony do Rock and Roll Hall of Fame[3]
- 1999: (z The Wailers) płyta Exodus uznana przez tygodnik Time najlepszym albumem muzycznym XX wieku[154]
- 1999: (z The Wailers) utwór „One Love” wybrany przez telewizję BBC najlepszą piosenką tysiąclecia[155]
- 2001: Grammy Lifetime Achievement Award za całokształt twórczości[156]
- 2001: gwiazda w Alei Sław przy Hollywood Boulevard[157]
- 2004: 11. miejsce na liście 100 Największych Artystów Wszech Czasów magazynu Rolling Stone[158]

## Dyskografia
- 1965: The Wailing Wailers (Studio One)
- 1970: Soul Rebels (Upsetter / Trojan)
- 1971: Soul Revolution (Upsetter / Trojan)
- 1971: The Best of the Wailers (Beverley’s)
- 1973: Catch a Fire (Island / Tuff Gong)
- 1973: Burnin’ (Island / Tuff Gong)
- 1974: Natty Dread (Island / Tuff Gong)
- 1976: Rastaman Vibration (Island / Tuff Gong)
- 1977: Exodus (Island / Tuff Gong)
- 1978: Kaya (Island / Tuff Gong)
- 1979: Survival (Island / Tuff Gong)
- 1980: Uprising (Island / Tuff Gong)
- 1983: Confrontation (Island / Tuff Gong)